# 氟甲醚
氟甲醚或称为氟甲基甲醚是一种有机氟化合物，化学式为C2H5FO。它可由氯甲醚和氟化钠在环丁砜中反应制得。它和环己烯在二氯甲烷中反应，可以得到3-(甲氧基甲基)环己烯。